# Glenea camilla
Glenea camilla là một loài bọ cánh cứng trong họ Cerambycidae.